# نامه سرگشاده پیرامون هوش مصنوعی (۲۰۱۵)
در ژانویه ۲۰۱۵، استیون هاوکینگ، ایلان ماسک و ده‌ها متخصص دیگر هوش مصنوعی نامه ای سرگشاده در مورد هوش مصنوعی امضا کردند و خواستار تحقیق در مورد تأثیرات اجتماعی هوش مصنوعی شدند. در این نامه تصریح شده است که جامعه می‌تواند از هوش مصنوعی منافع بالقوه زیادی کسب کند، اما خواستار تحقیقی عادلانه و ملموس در مورد چگونگی جلوگیری از "دام"های احتمالی به خصوصی شدند هوش مصنوعی توانایی ریشه کن کردن بیماری‌ها و فقر را دارد، اما محققان نباید چیزی غیرقابل کنترل را ایجاد کنند. این نامه چهار پاراگرافی با عنوان " نامه سرگشاده در خصوص اولویت‌های تحقیقی برای یک هوش مصنوعی مفید و قدرتمند "، اولویت‌های تحقیق دقیق و مفصل را در یک سند دوازده صفحه ای همراه آورده است.

## پس زمینه
در سال ۲۰۱۴، استیون هاوکینگ فیزیکدان و ایلان ماسک مدیر تجاری بلندپایه، علناً این عقیده را ابراز داشتند که هوش مصنوعی فوق بشری می‌تواند مزایای غیرقابل محاسبه ای داشته باشد، اما اگر بدون قاعده و بدون احتیاط گسترش یابد، می‌تواند نژاد بشر را از بین ببرد. در آن زمان، هاوکینگ و ماسک هر دو عضو هیئت مشاوره علمی مؤسسه آینده زندگی بودند، سازمانی که برای «کاهش خطرات پیش روی وجود و هستی بشریت» کار می‌کرد. این مؤسسه پیش نویس نامه ای سرگشاده، خطاب به جامعه گستردهٔ تحقیقات هوش مصنوعی را آماده کرد، و آن را در طول آخرین روزهای تعطیل هفتهٔ نخست سال ۲۰۱۵ به شرکت کنندگان در نخستین کنفرانس خود در پورتوریکو فرستاد این نامه در تاریخ ۱۲ ژانویه علنی شد.

## اهداف
این نامه تأثیرات مثبت و منفی هوش مصنوعی را برجسته می‌کند. به گفته بلومبرگ بیزینس، پروفسور ماکس تگمارک از دانشگاه MIT این نامه را به این منظور فرستاد تا زمینه‌های مشترکی بین دو دستهٔ امضاکنندگان یافت شود. زمینه‌های مشترک بین گروهی که هوش مصنوعی را فوق‌العاده هوشمند و خطری برای موجودیت و هستی می‌دانند و گروه دیگر امضاکنندگانی مانند پروفسور اورن اتزیونی که معتقدند حوزه هوش مصنوعی توسط " یک رسانهٔ یک طرفه که تمرکزش بر روی خطرات ادعاشده است، مورد نقد و چالش قرار می‌گیرد. این نامه ادعا می‌کند که:
مزایای بالقوه هوش مصنوعی بسیار زیاد است، به دلیل اینکه آنچه که تمدن ارائه می‌دهد محصول هوش انسانی است. ما نمی‌توانیم پیش بینی کنیم که چه چیزی ممکن است به دست آوریم آن زمان که هوش انسانی با استفاده از ابزارهایی که هوش مصنوعی در اختیار می‌گذارد گسترش یابد، اما ریشه کن کردن بیماری و فقر قابل درک است. به دلیل پتانسیل بالای هوش مصنوعی، این موضوع اهمیت دارد که در مورد چگونگی بهره مندی از مزایای آن ضمن جلوگیری از مشکلات احتمالی، تحقیق شود.
یکی از امضا کنندگان، پروفسور بارت سلمان از دانشگاه کرنل، گفت که هدف این است که محققان و توسعه دهندگان هوش مصنوعی به جنبه‌های امنیت و بی خطر بودن هوش مصنوعی توجه بیشتری داشته باشند. بعلاوه، برای سیاستگذاران و عموم مردم، این نامه یک اطلاع رسانی است و به جهت هشدار دادن نیست. یکی دیگر از امضا کنندگان، پروفسور فرانچسکا روسی، اظهار داشت که «من فکر می‌کنم این بسیار مهم است که همه بدانند محققان هوش مصنوعی به‌طور جدی در مورد این نگرانی‌ها و مسائل اخلاقی تفکر می‌کنند».

## نگرانی‌های مطرح شده درنامه
امضا کنندگان می‌پرسند که: مهندسان چگونه می‌توانند سیستم‌های هوش مصنوعی ایجاد کنند که مفید برای جامعه و در عین حال قدرتمند باشند؟ انسانها باید توانایی کنترل کردن هوش مصنوعی را حفظ کنند. سیستم‌های هوش مصنوعی ما باید «کاری را که از آن‌ها می‌خواهیم انجام دهند». تحقیقات مورد نیاز، پژوهشی بین رشته‌ای است و از زمینه‌های مختلفی از اقتصاد و حقوق گرفته تا شاخه‌های مختلف علوم رایانه مانند امنیت رایانه و درستی یابی صوری تشکیل می‌شود. چالش‌های پیش آمده به تصدیق ("آیا من سیستم را درست ساختم؟")، اعتبار ("آیا سیستم صحیحی درست کردم؟")، امنیت و کنترل ("خوب، من سیستم را اشتباه ساختم، آیا می‌توانم آن را برطرف کنم؟) تقسیم می‌شوند.

### نگرانی‌های کوتاه مدت
برخی از نگرانی‌های کوتاه مدت مربوط به وسایل نقلیه خودمختار شامل هواپیماهای بدون سرنشین غیرنظامی و اتومبیل‌های خودران است. به عنوان مثال، یک اتومبیل خودران ممکن است در مواقع اضطراری مجبور شود بین انتخاب یک تصادف بزرگ با احتمال کم و یک تصادف کوچک با احتمال زیاد تصمیم بگیرد. نگرانی‌های دیگر مربوط به سلاح‌های مرگبار هوشمند و خودمختار است: آیا باید آنها را ممنوع کرد؟ اگر چنین است، چگونه باید «خودمختاری» به‌طور دقیق تعریف شود؟ در غیر این صورت، چگونه باید مجازات و مجرمیت برای هرگونه سوءاستفاده یا اشکال در عملکرد تقسیم و تعریف شود؟
سایر موضوعات شامل نگرانی‌هایی درخصوص حریم خصوصی است زیرا هوش مصنوعی به‌طور فزاینده ای قادر خواهد بود که مجموعه داده‌های انبوه نظارتی را تفسیر کند و چگونه تأثیر اقتصادی مشاغل آواره شده توسط هوش مصنوعی به بهترین وجه مدیریت شود.

### نگرانی‌های بلند مدت
این نامه با تکرار نگرانی‌های مدیر تحقیقات مایکروسافت اریک هورویتس پایان می‌یابد که بیان می‌کند:
امکان دارد روزی کنترل سیستم‌های هوش مصنوعی را با ظهور عوامل ابر هوشمند که مطابق با خواسته‌های انسان عمل نمی‌کنند از دست بدهیم – و چنین سیستم‌های قدرتمندی، بشریت را تهدید می‌کند. آیا چنین نتایج وخیمی امکان‌پذیر است؟ اگر چنین است، چگونه ممکن است این شرایط بوجود آید؟ . . . برای درک بهتر و پرداختن به احتمال ظهور یک عامل فوق هوشمند خطرناک یا وقوع «انفجار هوشمندی» چه نوع سرمایه‌گذاری در تحقیقات باید انجام شود؟
ابزارهای موجود برای مهار هوش مصنوعی، مانند یادگیری تقویت کننده و توابع کاربردپذیری، برای حل این مشکل کافی نیستند؛ بنابراین برای یافتن یک راه حل قوی و تأیید شده برای «مسئله کنترل» تحقیقات و پژوهش‌های بیشتری ضروری است.

## امضا کنندگان
امضا کنندگان شامل استیون هاوکینگ فیزیکدان، ایلان ماسک مدیر بلندپایه تجاری، بنیانگذاران شرکت‌های دیپ مایند و ویکاریوس، مدیر تحقیقات گوگل پیتر نورویگ، پروفسور استوارت جی راسل از دانشگاه کالیفرنیا برکلی، و سایر متخصصان هوش مصنوعی، ربات سازان، برنامه نویسان و اخلاق شناسان هستند. تعداد امضا کنندگان اصلی بیش از ۱۵۰ نفر بود از جمله اعضایی از دانشگاه‌های کمبریج، آکسفورد، استنفورد، هاروارد و MIT.

## یادداشت
1. 1 2 3  Sparkes, Matthew (13 January 2015). "Top scientists call for caution over artificial intelligence". The Telegraph (UK). Retrieved 24 April 2015.
2. 1 2 3  Chung, Emily (13 January 2015). "AI must turn focus to safety, Stephen Hawking and other researchers say". Canadian Broadcasting Corporation. Retrieved 24 April 2015.
3. ↑  McMillan, Robert (16 January 2015). "AI Has Arrived, and That Really Worries the World's Brightest Minds". Wired. Retrieved 24 April 2015.
4. 1 2  Dina Bass; Jack Clark (4 February 2015). "Is Elon Musk Right About AI? Researchers Don't Think So". Bloomberg Business. Retrieved 24 April 2015.
5. ↑  Bradshaw, Tim (12 January 2015). "Scientists and investors warn on AI". The Financial Times. Retrieved 24 April 2015. Rather than fear-mongering, the letter is careful to highlight both the positive and negative effects of artificial intelligence.
6. ↑  "Research Priorities for Robust and Beneficial Artificial Intelligence: an Open Letter". Future of Life Institute. Retrieved 24 April 2015.
7. ↑  "Big science names sign open letter detailing AI danger". New Scientist. 14 January 2015. Retrieved 24 April 2015.
8. 1 2  "Research priorities for robust and beneficial artificial intelligence" (PDF). Future of Life Institute. 23 January 2015. Retrieved 24 April 2015.
9. ↑  Wolchover, Natalie (21 April 2015). "Concerns of an Artificial Intelligence Pioneer". Quanta magazine. Retrieved 24 April 2015.
10. ↑  "Experts pledge to rein in AI research". BBC News. 12 January 2015. Retrieved 24 April 2015.
11. ↑  Hern, Alex (12 January 2015). "Experts including Elon Musk call for research to avoid AI 'pitfalls'". The Guardian. Retrieved 24 April 2015.
12. ↑  Griffin, Andrew (12 January 2015). "Stephen Hawking, Elon Musk and others call for research to avoid dangers of artificial intelligence". The Independent. Retrieved 24 April 2015.